# Castulo catocalina
Castulo catocalina là một loài bướm đêm thuộc phân họ Arctiinae, họ Erebidae.